# Ceriana sartorum
Ceriana sartorum är en tvåvingeart som först beskrevs av Smirnov 1924.  Ceriana sartorum ingår i släktet griffelblomflugor, och familjen blomflugor. Inga underarter finns listade i Catalogue of Life.